# 嘉德艺术中心

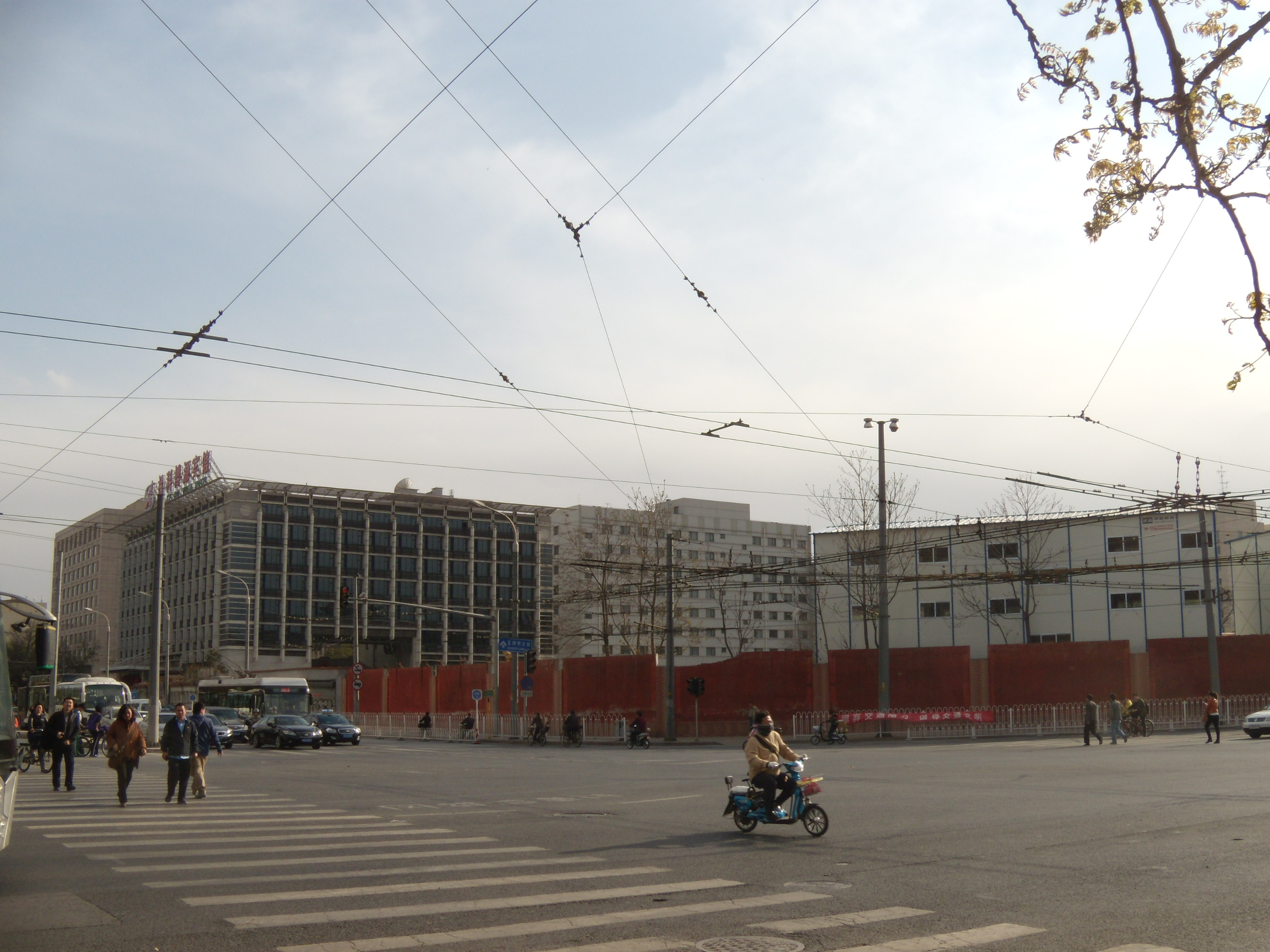
2013年，从东北方向远眺黎元洪旧居。近处是正在兴建的嘉德艺术中心工地

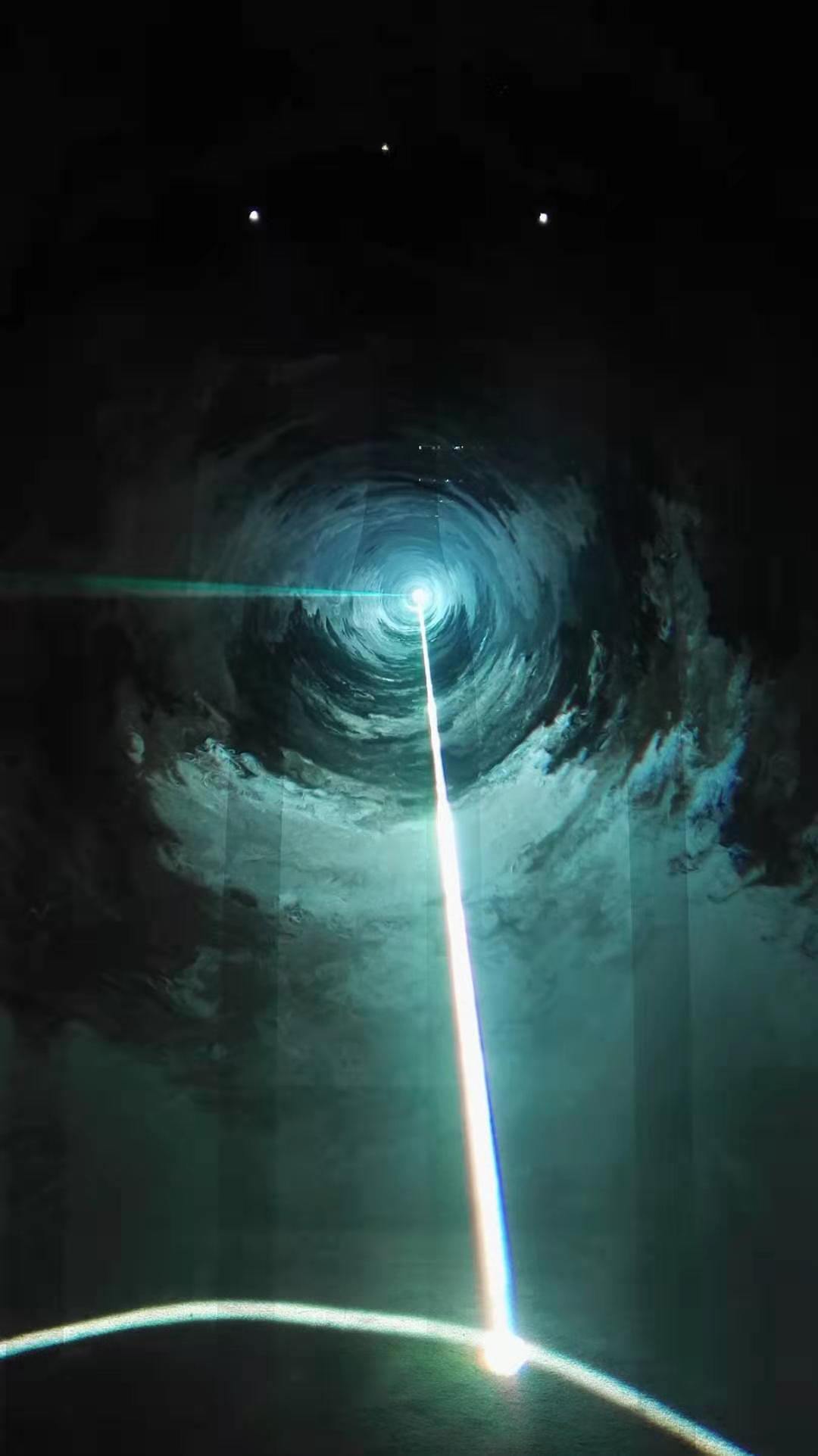
2019年12月在嘉德藝術中心瑰麗·猶在境展覽中的雲軸

嘉德艺术中心，位于北京市东城区王府井大街1号，是嘉德拍賣總部所在地。

## 简介
嘉德艺术中心由德国建筑师Ole Scheeren（奥雷·舍人）及其建筑设计事务所Büro Ole Scheeren（奥雷·舍人建筑事务所）于2011年初接受委托设计。2013年开工兴建，2017年建成。嘉德艺术中心建成后作为嘉德文化集团的新总部，并且集艺术展览、拍卖、艺术品仓储、鉴定修复、艺术酒店于一体。嘉德艺术中心由嘉德投资控股有限公司运营、管理。嘉德艺术中心西北与中国美术馆隔五四大街相望。
嘉德艺术中心在建造过程中，拆除了具有700年历史的翠花胡同东段，以及北京市东城区普查登记文物黎元洪旧居（在黎元洪任中华民国大总统时期是中华民国大总统府）的东北部，并且拆除了黎元洪旧居中华民国初年建造的高大精美的围墙的大部分，在拆除含“黎大德堂界址”石碑的围墙东北角时被叫停。2017年嘉德艺术中心在开幕前夕仿照原样重建了东段北部一小段被拆除的围墙，并同残存的老围墙东北角连接起来。
2017年9月28日，“赤井清美作品展”在嘉德艺术中心开幕，此次展览也揭开了2017年嘉德艺术中心系列热身活动的序幕。当天，全国人大华侨委员会主任白志健，日本驻华大使横井裕和夫人，中国国际文化交流中心秘书长丁奎淞，中国嘉德副董事长王雁南、 嘉德投资董事总裁兼CEO、嘉德艺术中心总经理寇勤，嘉德拍卖总裁胡妍妍等嘉宾参加了展览开幕，赤井清美本人也从日本到北京出席展览开幕式。该展览由梁章凯策划。
随后，2017年嘉德艺术中心系列热身活动陆续举办。其中包括：2017年10月25日至29日第四届嘉德典亚艺术周（Guardian Fine Art Asia，简称 GFAA），11月7日至22日“方寸之间——梅洁楼藏手卷册页”，11月5日至24日“2017中国写实画派十三周年展”，10月26日至11月19日“雄奇昳丽——十七世纪青花与五彩瓷特展”、“简约隽永——中国古典家具精品展”、“器象——牧心斋乾隆宫廷铜器及文房展”。
嘉德艺术中心设有璞瑄酒店。